# Masatoshi Kushibiki
Masatoshi Kushibiki (jap. 櫛引 政敏, Kushibiki Masatoshi; * 29. Januar 1993 in Aomori) ist ein japanischer Fußballtorhüter.

## Karriere

### Verein
Masatoshi Kushibiki erlernte das Fußballspielen in der Schulmannschaft der Aomori Yamada High School. Seinen ersten Vertrag unterschrieb er im Februar 2011 bei Shimizu S-Pulse. Mit dem Verein aus Shimizu spielte er in der ersten Liga. Ende 2015 musste er mit dem Verein in die zweite Liga absteigen. Die Saison 2016 wurde er an den Erstligisten Kashima Antlers ausgeliehen. Hier kam er jedoch nicht zum Einsatz. Die Saison 2017 spielte er auf Leihbasis beim Zweitligisten Fagiano Okayama. Für den Klub aus Okayama bestritt er sechs Zweitligaspiele. Nach Vertragsende bei Shimizu S-Pulse unterschrieb er am 1. Februar 2018 einen Vertrag beim Zweitligisten Montedio Yamagata. Bei dem Verein aus Yamagata stand er vier Spielzeiten unter Vertrag. Anfang Januar 2022 nahm ihn der ebenfalls in der zweiten Liga spielende Thespakusatsu Gunma unter Vertrag. Am Ende der Saison 2024 musste er mit dem Verein als Tabellenletzter den Weg in die Drittklassigkeit antreten. Nach dem Abstieg und 113 Ligaspielen verließ er den Verein und schloss sich im Januar 2025 dem Viertligisten Reilac Shiga an.

### Nationalmannschaft
Mit der japanischen Nationalmannschaft qualifizierte er sich für die Olympischen Sommerspiele 2016.

## Erfolge
Kashima Antlers
- Japanischer Meister: 2016
- Japanischer Pokalsieger: 2016